# اچ‌ام‌اس بروک (دی۸۳)
اچ‌ام‌اس بروک (دی۸۳) (به انگلیسی: HMS Broke (D83)) یک کشتی بود که طول آن ۳۲۹ فوت (۱۰۰ متر) بود. این کشتی در سال ۱۹۲۰ ساخته شد.